# Teaching Mrs. Tingle

Teaching Mrs. Tingle er en amerikansk ungdomsfilm fra 1999 instrueret og skrevet af Kevin Williamson. Filmen har bl.a. Katie Holmes, Helen Mirren og Barry Watson på rollelisten.

## Medvirkende
| Actor              | Role                            |
| ------------------ | ------------------------------- |
| Helen Mirren       | Mrs. Eve Tingle                 |
| Katie Holmes       | Leigh Ann Watson                |
| Jeffrey Tambor     | Coach Richard 'Spanky' Wenchell |
| Barry Watson       | Luke Churner                    |
| Marisa Coughlan    | Jo Lynn Jordan                  |
| Liz Stauber        | Trudie Tucker                   |
| Michael McKean     | Principal Potter                |
| Lesley Ann Warren  | Mrs Faye Watson                 |
| Molly Ringwald     | Miss Banks                      |
| Vivica A. Fox      | Miss Gold                       |
| John Patrick White | Brian Berry                     |
| Robert Gant        | Professor                       |